# Obeidia irregularis
Obeidia irregularis là một loài bướm đêm trong họ Geometridae.